# Centrolene ilex
Centrolene ilex är en groddjursart som först beskrevs av Savage 1967.  Centrolene ilex ingår i släktet Centrolene och familjen glasgrodor. Inga underarter finns listade i Catalogue of Life.